# 托雷迪圣玛丽亚
托雷迪圣玛丽亚（義大利語：Torre di Santa Maria）是意大利松德里奥省的一个市镇。总面积45平方公里，人口847人，人口密度18.8人/平方公里（2009年）。国家统计（ISTAT）代码为014067。